# باتشيسي (لعبة)
لعبة الباتشيسي أو البِرْجيس هي لعبة ألواح دائرة وصليب نشأت في الهند القديمة وكانت توصف بأنها «اللعبة القومية في الهند». وتلعب على لوح على شكل صليب متماثل الأضلاع. تتنقل قطع اللاعب حول اللوحة بناء على رمي ست أو سبع أصداف الودع، حيث يشير عدد الصدفات التي تستقر وثقبها لأعلى إلى عدد الفجوات التي يخطوها.
واسم اللعبة مشتقّ من كلمة باكيس الهندية والتي تعني خمسًا وعشرين، وهو أكبر عدد من النقاط يمكن الحصول عليه عند رمي أصداف الودع. ولذا تعرف هذه اللعبة أيضًا باسم لعبة الخمس والعشرين.
وتعد ألعاب الباتشيسي وسوري! واللودو من بين النسخ العديدة المُغرّبة من هذه اللعبة.

## اللاعبون
إن لعبة الباتشيسي هي لعبة مكونة من أربعة لاعبين، ينقسمون عادة إلى فريقين. ويأخذ أحد الفريقين القطع ذات اللونين الأصفر والأسود، والآخر يأخذ القطع ذات اللونين الأحمر والأخضر. والفريق الذي ينقل كل قطعة إلى خط النهاية، يكون هو الفائز في اللعبة.

## التجهيزات
يأخذ كل لاعب أربع قطع على شكل قفير. ويكون التمييز بين قطع لاعب وآخر على أساس اللون: يستخدم اللاعب إما اللون الأسود أو الأخضر أو الأحمر أو الأصفر.
وتستخدم ست قطع من أصداف الودع في تحديد مقدار تحريك قطع اللاعبين. يسقطها اللاعب من يده فيكون عدد الودع الذي يسقط وفتحته لأعلى هو الفيصل في تحديد عدد الفجوات التي يخطوها اللاعب:
| الودع | القيمة | جولة أخرى؟ |
| ----- | ------ | ---------- |
| 0     | 25     | جولة أخرى  |
| 1     | 10     | جولة أخرى  |
| 2     | 2      |            |
| 3     | 3      |            |
| 4     | 4      |            |
| 5     | 5      |            |
| 6     | 6      | جولة أخرى  |

وعادة ما يكون اللوح من القماش المطرّز وتكون منطقة اللعب صليبية الشكل. تجد في المنتصف خانة كبيرة -تُسمّى خانة تشاركوني (Charkoni) التي تمثل موضع بداية حركة القطع ونهايتها. وتقسّم الأذرع الأربعة إلى ثلاثة أعمدة كل منها مكون من ثمان خانات. وتمر قطع اللاعبين على هذه الأعمدة أثناء اللعب.
وهناك اثنتا عشرة خانة عليها علامة خاصة تشير إلى أنها خانات القلعة. وتقع أربع من هذه الخانات في نهاية العمود الأوسط من كل ذراع، والثماني الباقية منها أربع خانات إلى الداخل من نهاية الأعمدة الخارجية في كل ذراع. ولا يمكن استيلاء المنافس على أي قطعة ما دامت في خانة القلعة.

## اللعب

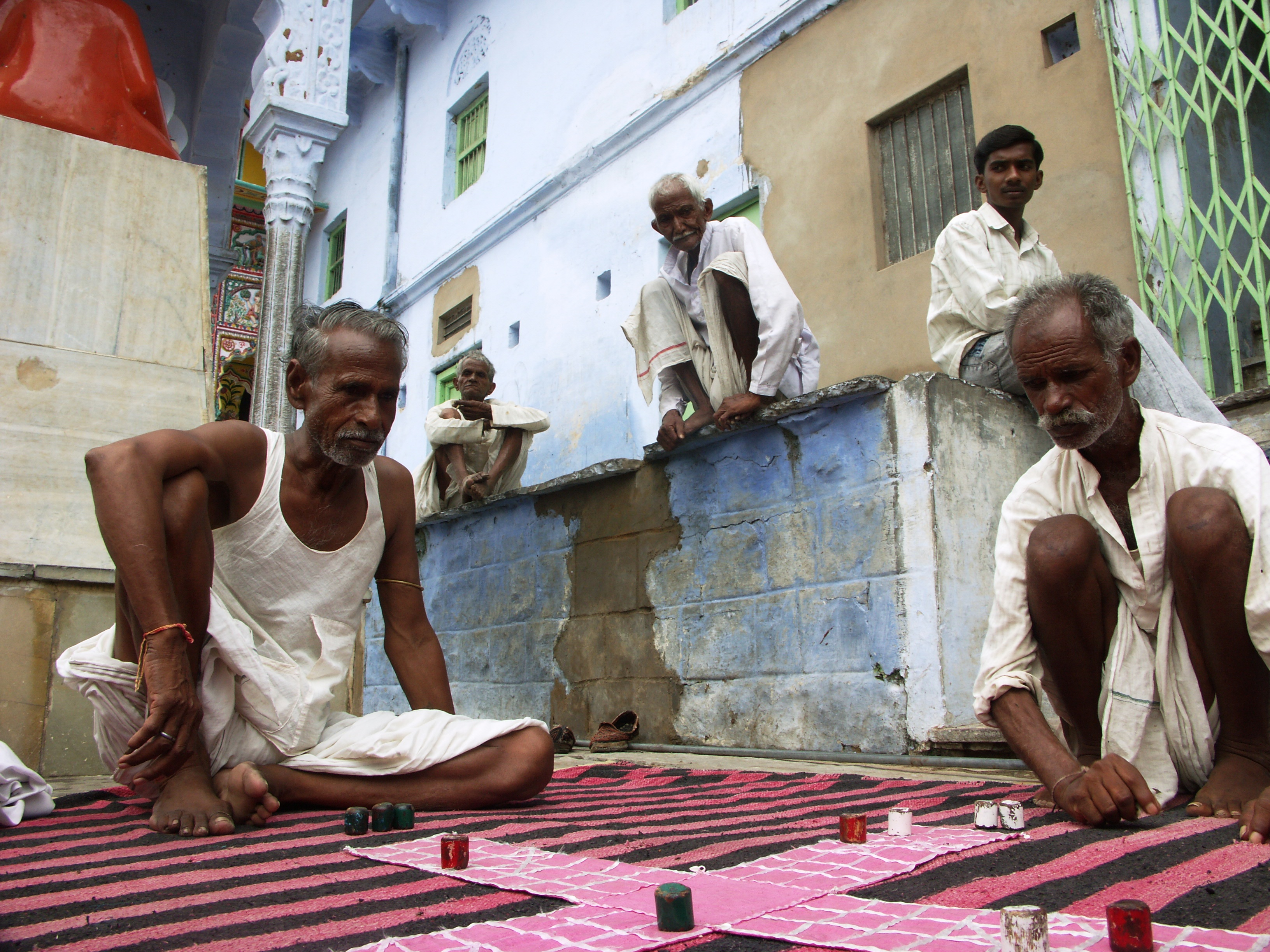
لعبة الباتشيسي في أحد شوارع بوشكار بولاية راجستان.

يتطلع كل لاعب إلى تحريك قطعه الأربع حول كامل اللوح في عكس اتجاه عقارب الساعة، قبل أن يسبقه منافس آخر. وتبدأ القطع من خانة تشاركوني وتنتهي عندها.
ويتحدد ترتيب اللعب بعد رمي اللاعب للودعات. حيث يبدأ اللاعب الذي يحقق أعلى نقاط، ويستمر الدور ينتقل من لاعب لآخر عكس اتجاه عقارب الساعة حول الرقعة.
وقد تترك القطعة الأولى للاعب خانة الشاركوني من أي رمية له. ويُحرك كل لاعب قطعه إلى أسفل العمود الأوسط من ذراعه على اللوح، ثم تدور في الأعمدة الخارجية عكس عقارب الساعة.
ويحق للّاعب في أي وقت أن يضع أي عدد من القطع على اللوح. ويمكن نقل قطعة واحدة فقط برمية واحدة، أو عدم نقل أي قطعة إذا ما قرر اللاعب ذلك.
إذا كانت رمية اللاعب تساوي 6 أو 10 أو 25، ففي هذه الحالة يحصل اللاعب على منحة. وهذا يمكّنه من إدخال قطعة أخرى من خانة تشاركوني وتكرار جولته من جديد.
وتتسع الخانة الواحدة لأكثر من قطعة لنفس الفريق. ومع ذلك، لا يمكن لقطعة أن تدخل إلى مربع القلعة ما دام ذلك المربع به قطعة لأحد المنافسين.
إذا وقعت قطعة على مربع (بخلاف مربع القلعة) به أي عدد من قطع المنافس، فإنه يستولي عليها، وتعود من جديد إلى مربع تشاركوني. والقطع المستولى عليها لا تدخل إلى اللعب ثانية إلا برمية المنحة. واللاعب الذي يستولي على قطعة، له أن يلعب جولة أخرى.
وتكمل القطعة رحلتها حول اللوح بالعودة من جديد إلى العمود الأوسط الذي بدأت منه. وتوضع القطع العائدة على الناحية الجانبية ليسهل التفريق بينها وبين القطع التي دخلت لتوها. ولا تعود القطعة إلى خانة تشاركوني إلا برمية مباشرة.
وهناك أربع خانات قلعة موضوعة على بعد 25 حركة تمامًا من خانة تشاركوني. ومن الخطط الشائعة أن تبقى القطع العائدة على هذه المربعات - حيث تكون بمأمن من الاستيلاء - حتى تأتي رمية تنقلها 25 خانة. وحينئذ يمكن إنهاء اللعبة مباشرة. وهذا هو سر تسمية اللعبة بهذا الاسم (خمس وعشرون).

## نبذة تاريخية
قد تكون لعبة الباتشيسي ضاربة في القدم، ولكن ظل تاريخها مجهولا إلى ما قبل القرن السادس عشر. والصورة التمثيلية التي تعود للقرن السادس أو السابع المرسومة للرب شيفا (Shiva) والإلهة بارفاتي (Parvati) اللذين يلعبان كوبر (قريبة الشبه بلعبة الباتشيسي) لا يظهر فيها إلا النرد ولا أثر فيها للّوح المميز. وهناك وثيقة تعود إلى عهد أسرة سونغ (960–1279) توثق اللعبة الصينية تشوبو (بحروف ويد جايل، بنظام بينيين تسمى تشوبو),">http://www.cultural-china.com/chinaWH/html/en/11Kaleidoscope2132.html.</ref></a> "ظهرت في الهند الغربية وانتشرت في الصين في زمن مملكة واي (Wei Dynasty) (220–265 بعد الميلاد)" والتي قد يكون لها علاقة بلعبة شاوبار، ولكن طبيعتها الفعلية (التي قد تكون أقرب إلى لعبة باكجامون) لم تتأكد بعد. وافتراض البعض أن لعبة الباتشيسي مأخوذة من لعبة أشتابادا (Ashtapada) السابقة لها مقبول ولكنه غير موثق بدليل.

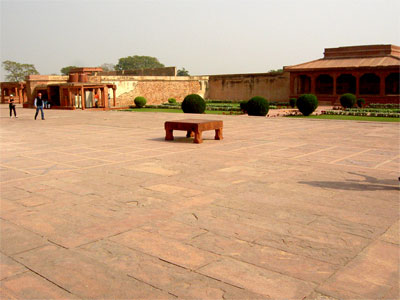
نسخة لحديقة قديمة فسيحة - فاتهبور سيكري (Fatehpur Sikri) - في الهند

في قصر فاتهبور سيكري الذي يعود إلى القرن السادس عشر في شمالي الهند:

كان من بين من لعبوا الباتشيسي الملك جلال الدين أكبر بطابع ملكي فخم. فقد قسم بلاط القصر نفسه إلى خانات حمراء وأخرى بيضاء - وهذه كانت تمثل لوح اللعبة - وحجر هائل يرتكز على أربعة أرجل، يمثل النقطة المركزية. وكان هذا هو المكان الذي كان يلعب فيه أكبر وحاشيته، وكان هناك ست عشرة فتاة من حريم القصر يرتدين ملابس بلون لاعبهم - ليمثلن القطع - وكن يتنقلن بين الخانات بحسب رمية النرد. ويُقال إن الإمبراطور سيطرت عليه هذه اللعبة لدرجة أنه كان ينشئ ساحة للعب الباتشيسي في كل قصوره، ولا تزال آثار ذلك واضحة للعيان في مدينة أجرا (Agra) والله أباد (Allahabad).

ويستطرد فينكل قائلاً:

لا تزال الألواح الفخمة موجودة حتى يومنا هذا لتكون أقدم شاهد بحق على وجود تلك اللعبة في الهند. ولا يزال دور هذه اللعبة في تاريخ الهند قيد البحث والدراسة. ويزعم كثيرون أن لعبة القمار التي تحظى باهتمام بالغ في ملحمة مهابهاراتا (Mahabharata) - ملحمة أدبية قديمة - يقصد بها لعبة الباتشيسي، ولكن الأوصاف والتفصيلات لا ترتبط من قريب أو بعيد بهذه اللعبة، ويحتمل أن تكون هذه مجرد استنتاجات جانبها الصواب.

## وصلات خارجية
- قالب:Bgg
- [<a href="http://www.mastersgames.com/rules/pachisi-rules.htm%22>http://www.mastersgames.com/rules/pachisi-rules.htm</a> The Rules of Pachisi & Chaupar]